# 应中逸
应中逸（1922年10月—2005年8月），男，浙江鄞县人，中国书画家。中国书法家协会会员。

## 生平
应中逸1922年10月生于浙江鄞县，16岁入上海鼎熔书画研究社，师从青山农、王师子、汪声元、周蕙学习书画。1946年，进入宋庆龄主办的中国福利基金会，从事儿童教育、社会福利救济工作，结识了赵朴初。1950年，经赵朴初推荐在上海加入中国民主促进会。
1958年，由上海调到甘肃白银针织厂工作，任白银针织厂厂长，白银市工业局副局长，甘肃省手工业局工艺美术处副处长、副经理、总工艺师，甘肃工艺美术书会理事长，甘肃美协常务理事等职。1981年8月，担任新成立的兰州职工业余财经中等专业学校校长。
1997年4月14日至21日，作为全国政协外事委员会访日代表团成员访问日本。
2005年8月去世。